# Valerio Massimo (console 327)
Valerio Massimo (latino: Valerius Maximus; fl. 326-337) è stato un politico dell'Impero romano durante il regno di Costantino I.
Ricoprì la carica di console nel 327 e quella di prefetto del pretorio dal 326 al 335 e poi nel 337, anno della morte di Costantino.
È stata proposta la sua identificazione con Valerio Massimo signo Basilio, praefectus urbi di Roma (319-323), ma i legami sono deboli.